# Mark Nielsen
Mark Nielsen (Auckland, 8 ottobre 1977) è un tennista neozelandese.

## Carriera

### Junior
Nielsen aveva raggiunto il 16º posto nella classifica juniores e all'inizio della sua carriera nel circuito juniores vinse su Dominik Hrbatý, Mark Philippoussis e Paradorn Srichaphan. All'Australian Open del 1994, Nielsen e il suo compagno Jean-Noel Grinda Jr arrivarono alle semifinali del doppio ragazzi. L'anno successivo lui e il connazionale Teo Susnjak vinsero titoli di doppio ai Campionati Junior australiani in cemento e ai Campionati Junior delle Filippine.

### Professionista
Nel 1997 Nielsen iniziò a giocare in Coppa Davis per la Nuova Zelanda. Prese parte agli spareggi del Gruppo Mondiale contro la Spagna nel 1999, che i neozelandesi hanno perso senza vincere una partita. Nielsen perse entrambi i suoi singoli, contro Félix Mantilla e Francisco Clavet, ma riuscì a portare il primo al quinto set.
Nielsen partecipò come wild card all'Heineken Open 1998 e davanti al pubblico di casa sconfisse il brasiliano Fernando Meligeni nel turno di apertura, prima di essere eliminato da Marcelo Ríos. Ha gareggiato nell'Heineken Open altre sette volte e ha raggiunto nuovamente il secondo turno nel 2002, vincendo contro la settima testa di serie e numero 33 del mondo Andreas Vinciguerra. Con il partner James Shortall, Nielsen arrivò anche ai quarti di finale del doppio quell'anno. È stato nuovamente ai quarti di finale di doppio all'Heineken Open nel 2003 e nel 2004.
A Islamabad nel 2004, Nielsen ha giocato la partita più lunga nella storia della Coppa Davis della Nuova Zelanda, contro Aisam Qureshi del Pakistan. La partita di cinque set è durata cinque ore e 20 minuti.
Nel 2006 un campione che Nielsen aveva fornito durante le fasi di qualificazione degli Australian Open risultò positivo alla finasteride, sostanza che può essere utilizzata come agente mascherante. Un tribunale antidoping indipendente accettò l'affermazione di Nielsen secondo cui avrebbe assunto un prodotto contenente la sostanza per curare la caduta dei capelli, ma ha ritenuto che il fatto di non aver controllato se il prodotto per la caduta dei capelli contenesse tale sostanza indicava una "grave violazione dei doveri nei confronti parte di qualsiasi giocatore che partecipa a uno sport disciplinato dal Codice WADA". È stato squalificato per due anni dalla International Tennis Federation.
Una volta terminata la sospensione tornò brevemente a competere nel circuito Futures e giocò una partita di Coppa Davis in Kuwait. Quella sarebbe stata la sua ventesima e ultima partita in Coppa Davis, secondo per numero di vittorie solo a Onny Parun. Ha concluso con 25 vittorie in Coppa Davis a suo nome, su 43 partite.